# Gwendoline Finaz de Villaine
Pour les articles homonymes, voir Finaz et Villaine.
 (septembre 2024).
La mise en forme du texte ne suit pas les recommandations de Wikipédia : il faut le « wikifier ».
Les points d'amélioration suivants sont les cas les plus fréquents. Le détail des points à revoir est peut-être précisé sur la page de discussion.
- Les titres sont pré-formatés par le logiciel. Ils ne sont ni en capitales, ni en gras.
- Le texte ne doit pas être écrit en capitales (les noms de famille non plus), ni en gras, ni en italique, ni en « petit »…
- Le gras n'est utilisé que pour surligner le titre de l'article dans l'introduction, une seule fois.
- L'italique est rarement utilisé : mots en langue étrangère, titres d'œuvres, noms de bateaux, etc.
- Les citations ne sont pas en italique mais en corps de texte normal. Elles sont entourées par des guillemets français : « et ».
- Les listes à puces sont à éviter, des paragraphes rédigés étant largement préférés. Les tableaux sont à réserver à la présentation de données structurées (résultats, etc.).
- Les appels de note de bas de page (petits chiffres en exposant, introduits par l'outil «  Source ») sont à placer entre la fin de phrase et le point final[comme ça].
- Les liens internes (vers d'autres articles de Wikipédia) sont à choisir avec parcimonie. Créez des liens vers des articles approfondissant le sujet. Les termes génériques sans rapport avec le sujet sont à éviter, ainsi que les répétitions de liens vers un même terme.
- Les liens externes sont à placer uniquement dans une section « Liens externes », à la fin de l'article. Ces liens sont à choisir avec parcimonie suivant les règles définies. Si un lien sert de source à l'article, son insertion dans le texte est à faire par les notes de bas de page.
- La présentation des références doit suivre les conventions bibliographiques. Il est recommandé d'utiliser les modèles {{Ouvrage}}, {{Chapitre}}, {{Article}}, {{Lien web}} et/ou {{Bibliographie}}. Le mode d'édition visuel peut mettre en forme automatiquement les références.
- Insérer une infobox (cadre d'informations à droite) n'est pas obligatoire pour parachever la mise en page.

Pour une aide détaillée, merci de consulter Aide:Wikification.
Si vous pensez que ces points ont été résolus, vous pouvez retirer ce bandeau et améliorer la mise en forme d'un autre article.
Gwendoline Finaz de Villaine est une peintre française.

## Carrière artistique
L'artiste est connue pour transformer ses tableaux en œuvres d'art street art à grande échelle. Elle vit et travaille à New York.
À partir de 2019, elle élabore une technique pointilliste mêlant cercles et univers minéral qu'elle nomme Encre caviar et qui constitue sa signature picturale.
Qualifiés de peinture automatique, ses graphismes se déploient comme des tatouages Yakusa et mêlent symboles mystérieux et milliers de points qui dansent sur la toile.

## Fresques et œuvres monumentales

### Le mur de la Sorbonne
En juin 2021, la peintre érige une fresque monumentale de trente mètres de haut sur l'un des murs du campus Pierre-et-Marie-Curie (Paris 5e) pour soutenir l'association Linkee qui lutte contre la précarité alimentaire étudiante.

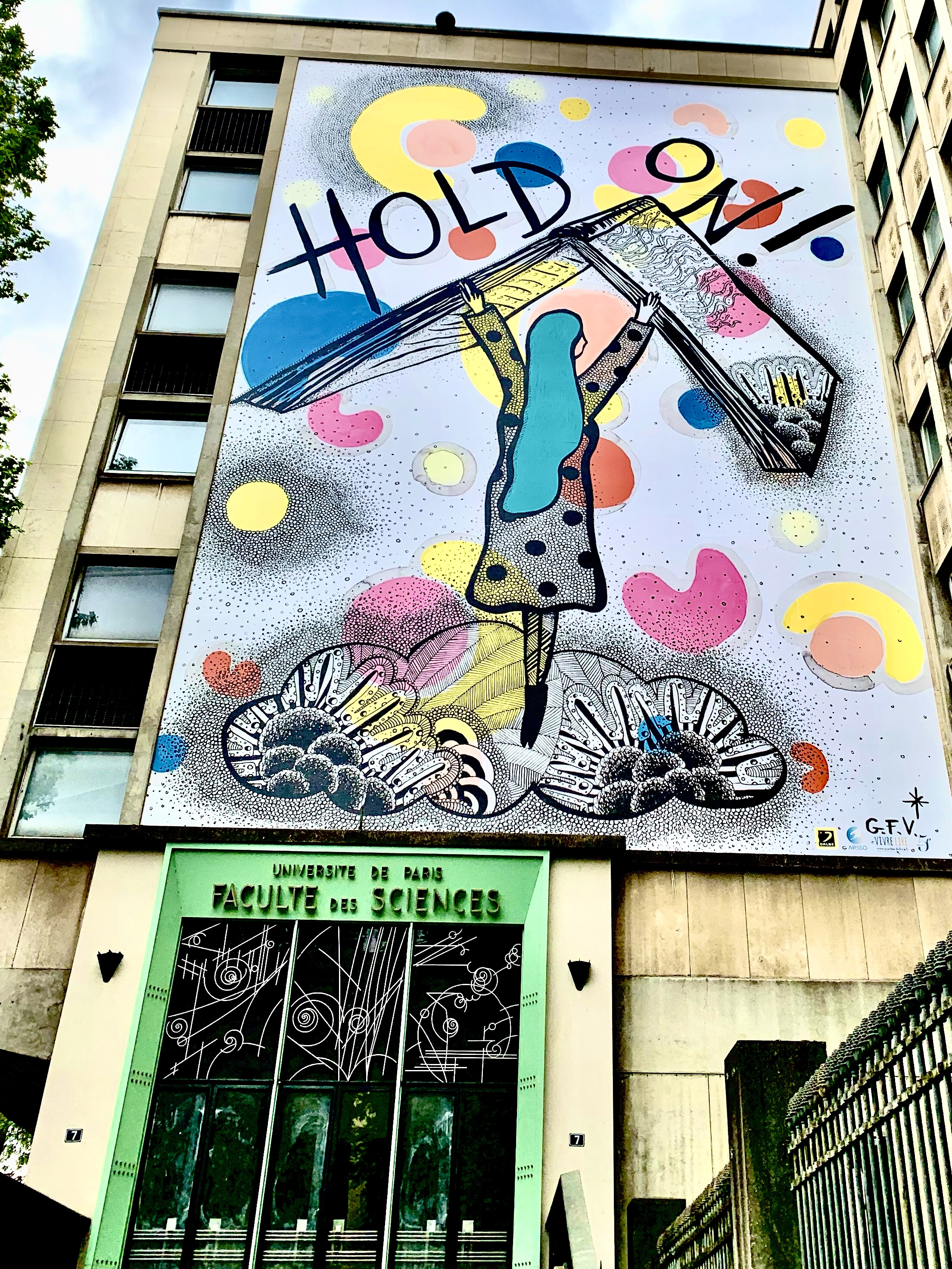
Fresque Hold On ! de Gwendoline Finaz de Villaine - Sorbonne Universités, 7, Quai Saint-Bernard 75005 Paris.

### La Cuve des Carmes Haut-Brion
En 2021, l’artiste est sélectionnée pour peindre la cuve numéro 8 du chai du Château les Carmes Haut-Brion, conçu par Philippe Starck à Bordeaux.

### La fresque d'HEC Paris
En 2021, à la demande du groupe HEC, la peintre réalise le triptyque Les Ailes d'HEC pour célébrer les 140 ans du campus de Jouy-en-Josas. « Je souhaite que cette fresque permette aux élèves de déployer leurs ailes et de projeter leurs rêves dans le futur, avec optimisme, confiance et surtout, une créativité sans borne » déclare l'artiste lors de l'inauguration. En mars 2021, les trois dessins originaux de la fresque Les Ailes d'HEC et leurs NFT sont vendus aux enchères par Christie's à la Bourse de Paris.

### La fresqueJoséphineplace du Panthéon
Le 3 juin 2022, la mairie du 5e arrondissement de Paris et le Panthéon convient l'artiste à réaliser une fresque monumentale de mille mètres carrés sur la place du Panthéon en l'honneur de Joséphine Baker. Œuvre concept, cette fresque est découpée et distribuée en morceaux signés aux Parisiens.

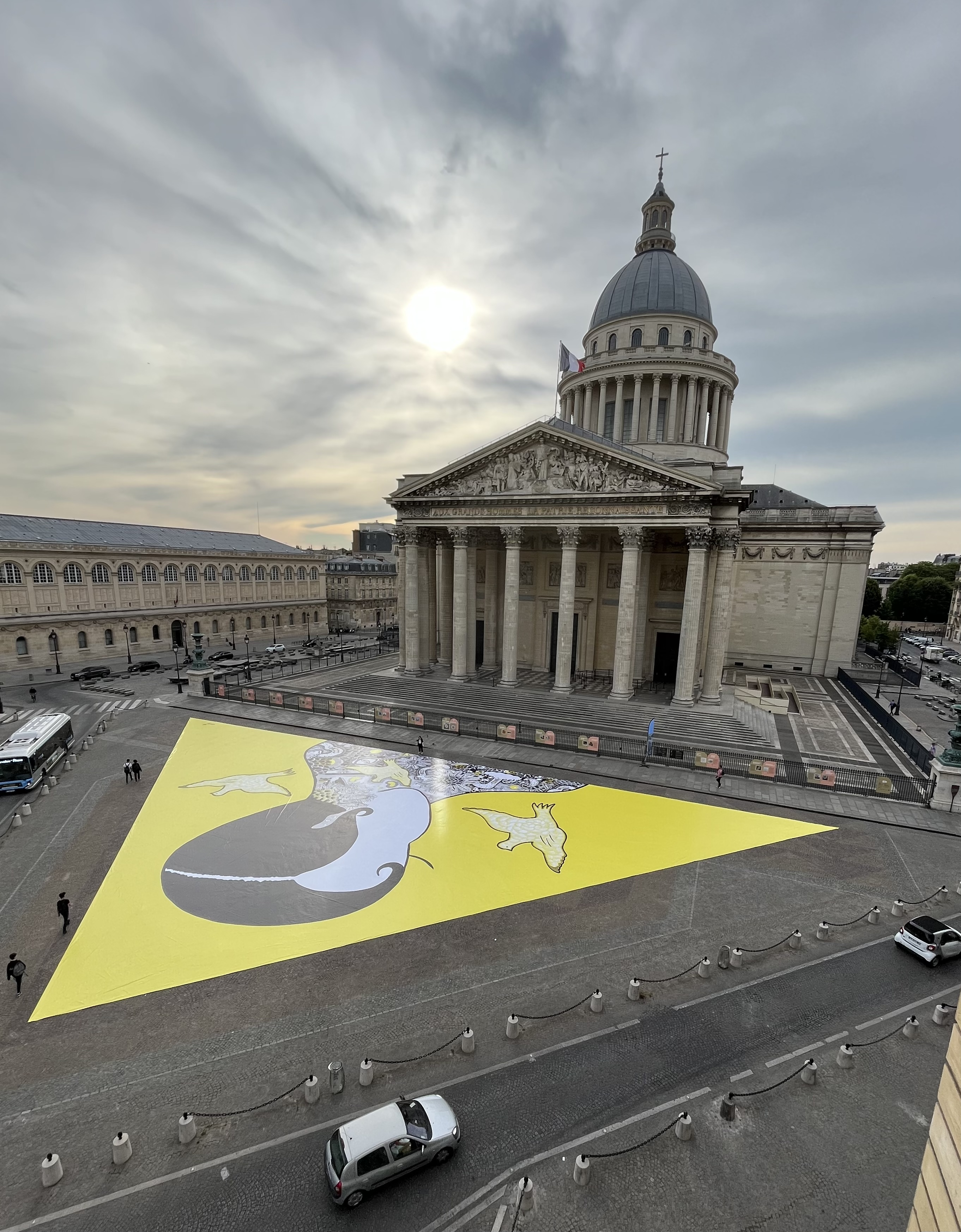
Fresque Joséphine réalisée par Gwendoline Finaz de Villaine Place du Panthéon, 3 juin 2022

### Le Voyage du dragonau Panthéon
Du 1er au 7 juin 2023, l'artiste expose place du Panthéon une installation monumentale constituée d'une fresque au sol de mille mètres carrés assortie de deux sculptures dragon de cinq mètres de long et de 900 kg chacune,. Cette œuvre, née au Grand Palais éphémère à l'occasion de NFT Paris en février 2023 célèbre les soixante ans des relations diplomatiques franco-chinoises et l'Année du tourisme culturel en Chine. Ce projet est présenté dans le cadre du Festival Quartier du livre de la mairie du 5e arrondissement de Paris.

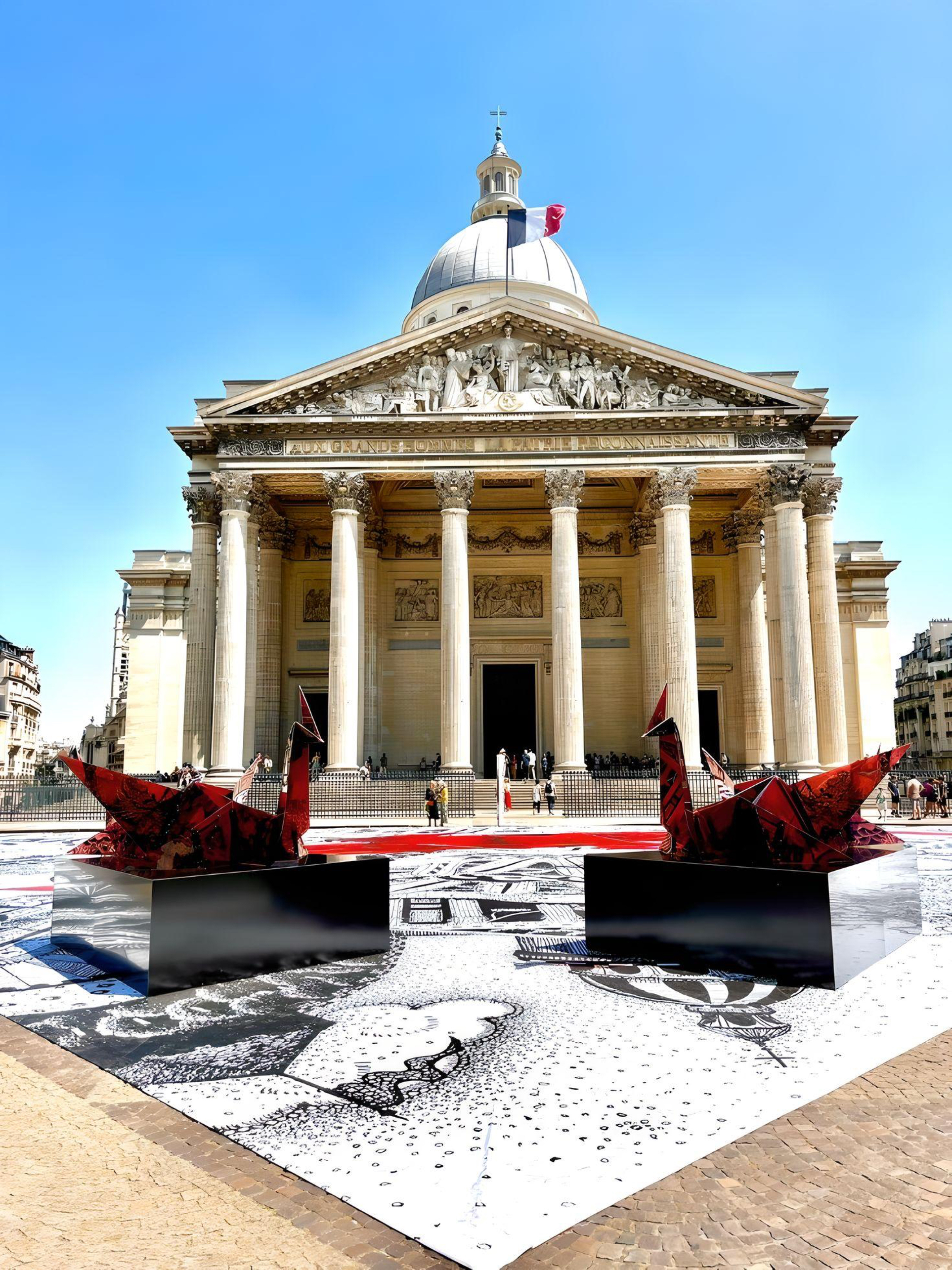
Le Voyage du Dragon de Gwendoline Finaz de Villaine, Panthéon Paris, 2023.

### La fresque du lycée français de New York
En collaboration avec les élèves du lycée français de New York, l'artiste réalise en mai 2024 une œuvre  intitulée Le Jardin suspendu. Cette fresque est entièrement conçue en matériel recyclable et éco-responsable. Elle est exposée au sein de l'établissement de Manhattan.

### LaFlammeà Central Park
Le 19 octobre 2024, l'artiste dévoile une fresque géante de dix mètres par cinq au coeur de Central Park à New York. Cette oeuvre intitulée La Flamme prolonge les Jeux Olympiques en France et célèbre les 400 ans de la ville de New York. Elle rend hommage à l'amitié franco-américaine à travers un symbole de lumière initié en 1886 avec la Statue de la Liberté.

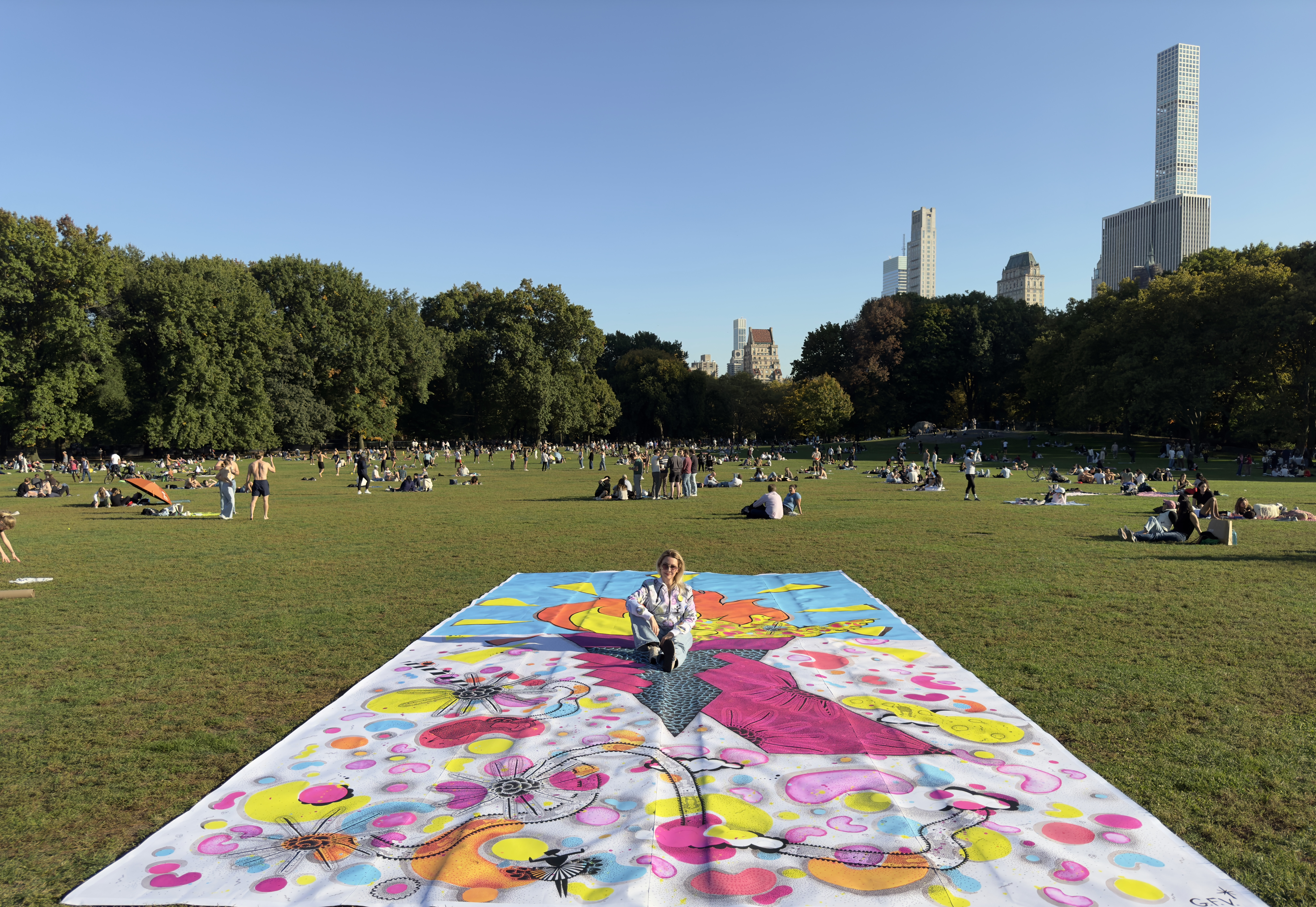
Fresque "La Flamme" de Gwendoline Finaz de Villaine à Central Park, 2024.

## Expositions

### Exposition collective
- A.I.R. Gallery, Brooklyn NYC - Wish You Were Here: The Second Best Time Is Now, juin 2024[14].

### Expositions solo
- Crazy Caviar, Ellia Art Gallery, 14, avenue des Ternes Paris 17e, et 18, rue de Turenne Paris 4e, juin et septembre 2022[15].
- Caviar Ink, Untitled Space Gallery, Tribeca, New York, Octobre 2024[16].

### Collaboration de marque
La maison de Cognac Camus acquiert l'une des sculptures dragon du Panthéon et propose à l'artiste de designer l'édition limitée spéciale Camus Extra pour le Nouvel An chinois. En octobre 2023, le dragon est déplacé et inauguré dans les vignes de la famille Camus à Cognac en présence de l'ancien Premier ministre Jean-Pierre Raffarin et de S.E.M. Lu Shaye, ambassadeur de Chine en France.

### NFT
En 2022, l'artiste fait don d'une œuvre NFT en faveur d'une collecte de fonds destinée à la guerre en Ukraine, aux côtés de Yann Arthus-Bertrand.

## Citations
- « J'ai commencé à peindre en plein confinement. Tout était fermé, les expositions s'annulaient les unes après les autres. Je me suis dit : "Prenons d'assaut la rue, car si les galeries sont fermées, le street art reste ouvert. Ça a commencé comme ça[19]. »